# Richard Tawney
Richard Henry Tawney (ur. 30 listopada 1880 w Kalkucie, zm. 16 stycznia 1962 w Londynie) – brytyjski historyk i działacz społeczny, socjalista.

## Życiorys
Urodzony w Kalkucie. Profesor Uniwersytetu Londyńskiego. Wieloletni redaktor czasopisma Economic History Review. Zwolennik szkoły historycznej. Tawney bardzo silnie akcentował czynnik etyczny w kształtowaniu myśli ekonomicznej. Autor licznych prac z zakresu historii gospodarczej Anglii. Krytyk współczesnego kapitalizmu.

## Działalność społeczna
Przez całe życie propagował reformy socjalistyczne, wywierając znaczny wpływ na koncepcje brytyjskiej Partii Pracy. Sympatyzował z ideami socjalizmu fabiańskiego.

## Dzieła
- Zachłanne społeczeństwo (1920)
- Religia a powstanie kapitalizmu (1922)

## Publikacje w języku polskim
- "Religia a powstanie kapitalizmu": Kalwin (fragm.) przeł. Jan Bielatowicz [w:] Współcześni historycy brytyjscy. Wybór z pism, oprac. i przedmową zaopatrzył Jerzy Z. Kędzierski, słowo wstępne G. P. Gooch, Londyn: B. Świderski 1963, s. 453-477.
- Religia a powstanie kapitalizmu, przeł. Olgierd Wojtasiewicz, słowo wstępne Konstanty Grzybowski, Warszawa: "Książka i Wiedza" 1963.